# Baby Huey (Figur)
Baby Huey ist eine  Zeichentrickfilm- und Comicfigur der amerikanischen Filmproduktionsfirma Paramount Pictures und Harvey Entertainment.
Baby Huey wurde 1949 von Martin Taras kreiert, einem Cartoonisten von Famous Films, dem Zeichentrickstudio von Paramount Pictures. Die Figur wurde konzipiert als riesiges Entenküken, welches naiv, schrecklos und dumm ist, aber sehr stark. Es trägt eine blaue Babyhaube mit Halsschleife und braune Hosen.
Seinen ersten Auftritt als Zeichentrickfigur hatte Huey in Quack-A-Doodle-Doo, einem Kurzfilm der Noveltoon-Reihe, der im Jahr 1950 veröffentlicht wurde. Bis 1959 kamen weitere Kurztrickfilme mit Baby Huey als Hauptcharakter heraus. Die Handlung drehte sich hauptsächlich darum, dass ein Fuchs versuchte Baby Huey oder andere Enten aufzufressen, was aber jeweils von Baby Huey zunichtegemacht wurde, meist völlig unbeabsichtigt. Baby Huey wurde dabei von Sid Raymond gesprochen.
Nebst den Trickfilmen erschien Baby Huey auch in zahlreichen Comics, zum ersten Mal im 1949 herausgekommenen ersten Band der Serie Casper, the Friendly Ghost von St. John Publications. Später war er ein Charakter in Serien von Harvey Comics: Zuerst in Paramount Animated Comics, später Baby Huey, the Baby Giant. Weitere Serien von Harvey waren Baby Huey in Duckland und Baby Huey & Papa. In den 1970ern nahm das Interesse an Baby Huey als Comicfigur ab.
Mitte der 1990er produzierte Harvey eine Zeichentrickserie mit Baby Huey als Hauptcharakter, The Baby Huey Show, auf Deutsch Die Baby Hubert Show. Animiert wurde die Serie von Carbunkle Cartoons und danach von Film Roman. Sie wurde zwischen 1994 und 1995 ausgestrahlt. Die Sprechrolle von Baby Huey wurde zuerst wiederum von Sid Raymond übernommen, danach von Joe Alaskey.
Im Jahr 1999 erschien mit Baby Huey's Great Easter Adventure ein von Harvey produzierter Spielfilm, der direkt auf Video veröffentlicht wurde. Der unter der Regie von Stephen Furst entstandene Film wurde mit echten Schauspielern gedreht, wobei der Darsteller des Huey in einem Kostüm auftrat.
Der in den 1960ern tätige Rock- und Bluessänger James T. Ramey benannte sich nach Baby Huey.

## Filmographie

### Kurztrickfilme
- 1950: Quack-A-Doodle-Doo (Regie: Isadore Sparber)
- 1951: One Quack Mind (Regie: Isadore Sparber)
- 1951: Party Smarty (Regie: Seymour Kneitel)
- 1951: Scout Fellow (Regie: Seymour Kneitel)
- 1952: Clown on the Farm (Regie: Seymour Kneitel)
- 1953: Starting from Hatch (Regie: Seymour Kneitel)
- 1953: Huey's Ducky Daddy (Regie: Isadore Sparber)
- 1955: Git along Lil' Duckie (Regie: Dave Tendlar)
- 1956: Swab The Duck (Regie: Dave Tendlar)
- 1957: Pest Pupil (Regie: Dave Tendlar)
- 1957: Jumping with Toy (Regie: Dave Tendlar)
- 1959: Huey's Father's Day (Regie: Seymour Kneitel)

### Fernsehserie
- 1994: The Baby Huey Show

### Spielfilm
- 1999: Baby Huey's Great Easter Adventure (Regie: Stephen Furst)